# Receptor CCR5
Receptor CCR5 (angl. C-C chemokine receptor type 5 = C–C kemokinski receptor tipa 5) je človeški beljakovinski receptor, ki ga kodira gen CCR5. Je intregralna membranska beljakovina in spada v družino betakemokinskih receptorjev. Receptor CCR5 ima vlogo receptorja za kemokine ter nekatere viruse.
Gen CCR5 se nahaja na kratkem kraku p na poziciji 21 kromosoma 3. Pri majhnem deležu populacije se pojavlja dedna mutacija delta 32, ki se kaže kot delna delecija gena CCR5 (del zapisa manjka). Homozigotni nosilci te mutacije so odporni proti okužbi z M-tropnimi sevi virusa HIV-1. M-tropni sevi namreč uporabljajo za vstop v celice Th prav receptor CCR5 in pri omenjeni mutaciji človeške celice ne izražajo tega receptorja. 

## Vloga
Receptor CCR5 je s proteinom G sklopljeni receptor. Izraža se na celicah T, makrofagih, dendritičnih celicah in celicah mikroglije. Verjetno ima vlogo pri vnetnih odzivih na okužbe, vendar njegova natančna funkcija v normalnem imunskem sistemu ni pojasnjena. Naravni kemokinski ligandi za receptor CCR5 so RANTES (kemotaktična citokinska beljakovina, znana tudi kot CCL5) ter makrofagni vnetni beljakovini 1α and 1β (znani tudi kot CCL3 inCCL4). 

## HIV
Virus HIV-1 uporablja kot svoj koreceptor pri vstopu v tarčne celice predvsem dva receptorja CCR5 ali CXCR4, odvisno od seva. 
Receptor CCR5 je fiziološko najpomembnejši pri večini okužb z virusom HIV. Naravni ligandi zanj (RANTES, MIP-1β in MIP-1α) v in vitro razmerah zavirajo okužbo z virusom HIV-1. Pri posameznikih, okuženih z virusom HIV, v času zgodnje okužbe izolirajo predvsem viruse, ki za vstop v celice uporabljajo receptor CCR5. Okoli polovica okuženih bolnikov pa ima v svojem organizmu ves čas okužbe le viruse, ki za vstop v celice uporabljajo CCR5.
Na tem dejstvu temeljijo nova protivirusna zdravila (večina njih je še v fazi preskušanja), imenovana zaviralci vstopa. Le-ti namreč zavirajo interakcijo med receptorjem CCR5 in virusom HIV-a. Med temi zdravili so na primer PRO140 (Progenics), vikrivirok (Schering Plough), aplavirok (GW-873140) (GlaxoSmithKline) in maravirok (UK-427857) (Pfizer). Največjo težavo pri teh zdravilih predstavlja dejstvo, da je receptor CCR5 sicer najpomembnejši koreceptor za virus HIV, vendar ni edini.